# Tenis de masă la Jocurile Olimpice de vară din 2012
Probele sportive de tenis de masă la Jocurile Olimpice de vară din 2012 s-au desfășurat în perioada 28 iulie – 8 august 2012 la centrul ExCeL din Londra. 174 de sportivi din care 86 bărbați, și 88 femei concurează în patru probe sportive. Tenisul de masă și-a făcut apariția până acum de 7 ori la JO de vară, începând cu Jocurile din 1988 de la Seul.

## Calendar competițional
| P | Rundă preliminară | ¼ | Sfert de finală | ½ | Semifinală | F | Finală |

| Probă↓/Dată →    | Sâm 28 | Dum 29 | Lun 30 | Mar 31 | Mar 31 | Mie 1 | Joi 2 | Joi 2 | Vin 3 | Sâm 4 | Dum 5 | Lun 6 | Mar 7 | Mie 8 |
| ---------------- | ------ | ------ | ------ | ------ | ------ | ----- | ----- | ----- | ----- | ----- | ----- | ----- | ----- | ----- |
| Simplu, masculin | P      | P      | P      | ¼      | ¼      | ¼     | ½     | F     |       |       |       |       |       |       |
| Echipe, masculin |        |        |        |        |        |       |       |       | P     | P     | ¼     | ½     |       | F     |
| Simplu, feminin  | P      | P      | P      | ¼      | ½      | F     |       |       |       |       |       |       |       |       |
| Echipe, masculin |        |        |        |        |        |       |       |       | P     | ¼     | ½     | ½     | F     |       |

## Tabel medalii

### Clasament țări
| Loc   | Țară          | Aur | Argint | Bronz | Total |
| ----- | ------------- | --- | ------ | ----- | ----- |
| 1     | China         | 4   | 2      | 0     | 6     |
| 2     | Japonia       | 0   | 1      | 0     | 1     |
| 2     | Coreea de Sud | 0   | 1      | 0     | 1     |
| 4     | Germania      | 0   | 0      | 2     | 2     |
| 4     | Singapore     | 0   | 0      | 2     | 2     |
| Total | Total         | 4   | 4      | 4     | 12    |

### Rezultate
| Probă           | Aur                                            | Argint                                                          | Bronz                                                            |
| Simplu masculin | Zhang Jike · China (CHN)                       | Wang Hao · China (CHN)                                          | Dimitrij Ovtcharov · Germania (GER)                              |
| Simplu feminin  | Li Xiaoxia · China (CHN)                       | Ding Ning · China (CHN)                                         | Feng Tianwei · Singapore (SIN)                                   |
| Echipe masculin | China (CHN) · Wang Hao · Zhang Jike · Ma Long  | Coreea de Sud (KOR) · Oh Sang-eun · Joo Se-hyuk · Ryu Seung-min | Germania (GER) · Timo Boll · Dimitrij Ovtcharov · Bastian Steger |
| Echipe feminin  | China (CHN) · Ding Ning · Li Xiaoxia · Guo Yue | Japonia (JPN) · Ai Fukuhara · Sayaka Hirano · Kasumi Ishikawa   | Singapore (SIN) · Li Jiawei · Feng Tianwei · Wang Yuegu          |